# نادي زادار لكرة السلة
نادي زادار لكرة السلة (بالكرواتية: KK Zadar) هو فريق كرة سلة كرواتي للمحترفين تأسس في سنة 1945 يقع مقره في زادار. يلعب في الدوري الكرواتي لكرة السلة الدرجة الأولى والدوري الأدرياتيكي.

## الإنجازات

### البطولات المحلية
الدوري الكرواتي لكرة السلة الدرجة الأولى
- الفوز (2): 2004-05، 2007–08
- الوصافة (11): 1991-92، 1997-98، 1998-99، 1999-00، 2001-02، 2003-04، 2005-06، 2006-07، 2008-09، 2009-10، 2012-13

الدوري اليوغوسلافي لكرة السلة
- الفوز (6): 1967–68، 1973–74، 1974–75، 1985–86

كأس يوغوسلافيا لكرة السلة
- الفوز (1): 1969-70

### المسابقات الإقليمية
الدوري الأدرياتيكي
- الفوز (1): 2002–03

## أبرز اللاعبين
من أبرز اللاعبين الذين لعبوا معه:
- أريان كومازيك
- ديجان بوديروغا

## أبرز المدربين
من أبرز المدربين الذين دربوه:
- زماجو ساجادين

## وصلات خارجية
- الموقع الرسمي